# Hoshizora e kakaru hashi
Hoshizora e kakaru hashi (星空へ架かる橋?) è una visual novel erotica del 2010 prodotta e pubblicata per PC dallo studio giapponese Feng.
Nel 2011 ne sono stati tratti un manga e una serie anime a tema ecchi con gli stessi doppiatori della visual novel.

## Doppiaggio
- Ringo Aoba – Ibuki Hinata
- Ai Shimizu – Madoka Kōmoto
- Eriko Nakamura – Ui Nakatsugawa
- Mayumi Yoshida – Hina Sakai
- Aiko Ōkubo – Koyori Tōdō
- Chiaki Takahashi – Tsumugi Tōdō
- Ayuru Ōhashi – Ayumu Hoshino
- Mai Kadowaki – Kasane Tōdō
- Shiho Kawaragi – Senka Yorozu
- Wataru Hatano – Daigo Minamikokubaru
- Shintarō Asanuma – Hoshino Kazuma (doppiato solo nell'anime)